# Debala Mitra
Debala Mitra (* 14. Dezember 1925 in Khulna, heute Bangladesch; † 2. Dezember 2005 in Delhi) war eine indische Archäologin. Von 1981 bis 1983 war sie als erste Frau Generaldirektorin des Archaeological Survey of India (ASI).

## Leben
Debala Mitra entstammte einer wohlhabenden Familie; sie besuchte Schulen in Khulna und Kalkutta. Ihren Doktortitel erwarb sie in Paris. Bereits in den 1940er Jahren trat sie in die Dienste des ASI; im Jahr 1981 wurde sie dessen Generaldirektorin.

## Veröffentlichungen
| Guidebooks - Ajanta, 1980 - Bhunaneswar, 1966 - Konarak, 1968 - Pandrethan, Avantipur and Martand, 1993 - Sanchi, 1965 - Udayagiri & Kandagiri, 1960 | Sonstige - Indian Archaeology 1979-80, 1983 - Indian Archaeology 1981-82, 1984 - Buddhist Monuments, 1980 - Bronzes from Achutrajpur, Orissa, 1978 - Ratnagiri, 1958–1961 |

| Personendaten    | Personendaten             |
| ---------------- | ------------------------- |
| NAME             | Mitra, Debala             |
| KURZBESCHREIBUNG | indische Archäologin      |
| GEBURTSDATUM     | 14. Dezember 1925         |
| GEBURTSORT       | Khulna, heute Bangladesch |
| STERBEDATUM      | 2. Dezember 2005          |
| STERBEORT        | Delhi                     |